# Kajak (film)
Kajak er en dansk kortfilm fra 1987 instrueret af Ebbe Preisler og Leif Stubkjær.

## Handling
Denne artikel mangler et handlingsreferat. Hjælp os med at skrive det.